# 살바토레 비가노
살바토레 비가노(Salvatore Viganò, 1769년 ~ 1821년)는 이탈리아의 무용가이다.
유명한 작곡가 보케리니의 조카로서 도베르발에게 무용의 가르침을 받았다.
예술에 대해서 박식했으며, 무용수인 동시에 안무가이기도 했고 또한 발레의 작곡가이기도 했다. 그때까지의 코르 드 발레가 다만 같은 움직임을 유니존으로 추어 단조로웠던 것을 별개의 움직임을 갖도록 다루어 생명감을 부여한 것이 그의 가장 큰 공적이다. 또한 그는 장 조르주 노베르의 사고방식을 더욱 발전시켜 무언극적 연기로서 맞춰 추도록 제창했던 것이다.
비가노는 무언극적 연기의 명수이며, 그의 명성은 프랑스에까지 떨쳤기 때문에 혁명으로 인한 공포시대의 난을 피하여 프랑스로부터 많은 우수한 무용가가 밀라노에 모여들어 19세기 초기에는 한때 밀라노가 발레의 중심지가 되기도 했다.